# Floreana

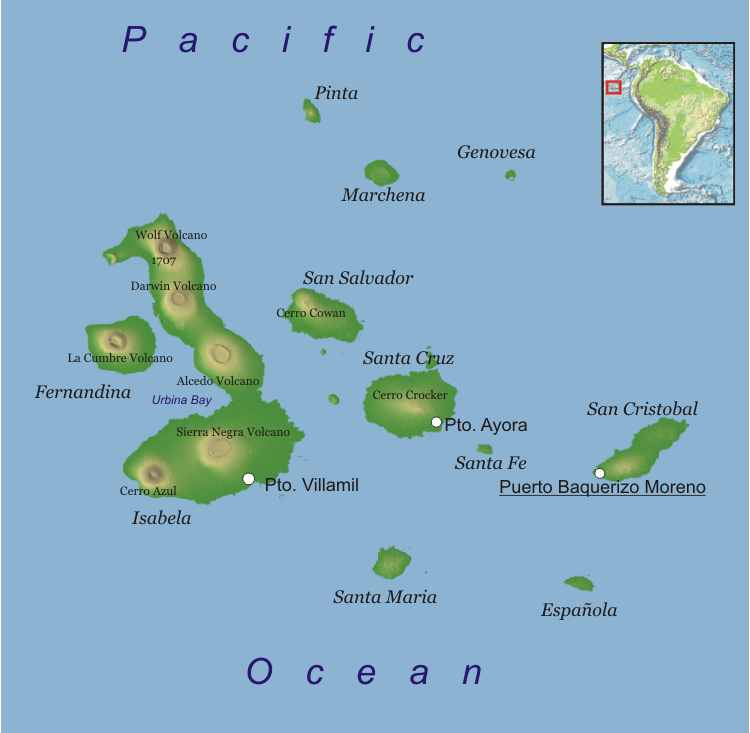
Arhipelagul Galapagos

Insula Floreana este o componentă importantă a Insulelor Galapagos. A fost denumită după Juan Jose Flores, primul președinte al Ecuadorului, în timpul al cărui mandat Guvernul Ecuadorului a intrat în posesia insulelor. Ulterior fusese denumită Insula Charles, după numele regelui Charles al II-lea al Angliei. Mai este de asemenea denumită Santa Maria, după una din vasele lui Cristofor Columb.
Insula are o suprafață de 173 kilometri pătrați și o altitudine maximă de 640 metri. Este una din insulele cu cea mai interesantă istorie umană și una din insulele cel mai devreme populate. Păsări flamingo și țestoase marine cuibăresc aici din decembrie până în mai. La „Coroana Diavolului”, un con vulcanic subacvatic, se găsesc nenumărate formațiuni de corali, pe când la Punta Cormorant, există o plajă unde pot fi observați lei de mare, flamingo, rândunici, țestoase marine și crabi.
În septembrie 1835, al doilea voiaj al vasului Beagle l-a adus pe insulă pe Charles Darwin. Echipajul a fost bine primit de către guvernatorul de atunci al Galapagosului, Nicolas Lawson, iar lui Darwin i-a fost menționat faptul că țestoasele diferă de la o insulă la alta, în ceea ce privește forma carapacei. Acest lucru nu fusese însă evident pentru Darwin în insulele pe care le vizitase așa că a preferat să nu ia în seamă mențiunea guvernatorului. A preferat, în schimb, să colecteze toate tipurile de animale pe care le găsise. Mai târziu, în urma studiului mai multor specii de cinteză, Darwin urma să emită teoria evoluționistă.